# Кларк, Даррен
Да́ррен Кларк (англ. Darren Clarke, род. 17 апреля 1970 года в Сток-Флеминге, Англия) — английский бывший профессиональный снукерист.

## Карьера
Стал профессионалом в 1991 году. В 1992 вышел в 1/32 чемпионата Великобритании. В 1994, на турнире International Open сделал свой высший брейк в профессиональной карьере — 140 очков.
Кларк ни разу не выходил в финальную стадию чемпионата мира, однако несколько раз достигал стадии 1/16-й других рейтинговых турниров, а на Scottish Open 1999 обыграл Стива Дэвиса со счётом 5:1.
После 2000 года выбыл из мэйн-тура, но продолжил играть в челлендж, и, заняв там по итогам сезона 2000/01 7-е место, на некоторое время вернулся в профессиональный тур.